# Diploglossus fasciatus
Diploglossus fasciatus — вид веретільницеподібних ящірок родини Diploglossidae. Мешкає в Південній Америці.

## Поширення і екологія
Diploglossus fasciatus мешкають на південному заході Амазонії, на півночі Болівії, на південному сході Перу та в бразильському штті Акрі, а також на східному узбережжі Бразилії. Вони живуть у вологих рівнинних тропічних лісах і атлантичних лісах, трапляються в галерейних лісах. Є живородними.